# Cò trắng Trung Quốc
Cò trắng Trung Quốc (danh pháp khoa học: Egretta eulophotes) là một loài chim trong họ Diệc.

## Phân bố và số lượng
Các trắng Trung Quốc sinh sản trên các hòn đảo nhỏ ngoài khơi bờ biển phía đông nước Nga, Bắc Triều Tiên, Hàn Quốc và Trung Quốc đại lục. Loài này trước đây được nhân giống ở Đài Loan và Tân Giới của Hồng Kông mặc dù ngày nay chỉ là loài cư trú tạm không sinh sản hoặc người di cư qua các nước này. Nó cũng là một người di cư không sinh sản hoặc mùa đông ở Nhật Bản, Philippines, Việt Nam, Thái Lan, Bán đảo Malaysia, Sarawak, Singapore, Indonesia và Brunei. Các khu vực trú đông quan trọng nhất là Đông Visayas, tức là các đảo Leyte, Bohol và Cebu ở Philippines, và các bang Sarawak và Selangor của Malaysia, nơi có khoảng một phần ba dân số thế giới được tin là trú đông, dựa trên kết quả của một cuộc điều tra dân số mùa đông được thực hiện vào năm 2004/05. Tổng dân số ước tính khoảng 2.600-3.400 cá nhân. Trong thập kỷ 2002-2012 không có sự suy giảm đáng kể về dân số của loài này và có những thuộc địa mới được phát hiện ngoài khơi miền nam Trung Quốc có thể thể hiện nỗ lực quan sát gia tăng, nhưng cũng có thể cho thấy sự tăng trưởng thực sự trong dân số.
Loài này được phân loại là loài dễ bị tổn thương, mối đe dọa lớn nhất là mất môi trường sống.